# Tempietto
Tempietto di San Pietro in Montorio, känt under namnet Tempietto (italienska ’det lilla templet’), är ett litet kapell i form av ett peripteralt rundtempel på klostergården till kyrkan San Pietro in Montorio på kullen Janiculum i Rom. Det ritades av den italienske arkitekten Donato Bramante och uppfördes omkring 1502–1506.

## Byggnadshistoria
Templet anses vara en av de mest fulländade byggnaderna i arkitekturhistorien. Det uppfördes på den förmodade platsen för aposteln Petrus martyrium. Traditionen talade om att han korsfästes inter duas metas (latin ’mellan två vändpunkter’). De två "metas" tolkades vid den tiden som Cestiuspyramiden och en pyramid nära Vatikanen, som gick under namnet Meta Romuli – under medeltiden utpekade som Romulus och Remus gravar. Kyrkan San Pietro in Montorio är belägen ungefär mittemellan dessa platser. Senare forskning har dock visat att "metas" åsyftade de två vändpunkterna på Neros cirkus i Vatikanen, där nu Peterskyrkan är belägen.
Med Tempietto inledde Bramante ett nytt skede i renässansarkitekturen. Han avstod från all överflödig utsmyckning och återinförde den korrekta användningen av de klassiska ordningarna i denna lilla byggnad – en tholos omgiven av en kolonnad av sexton toskanska kolonner, som står på jämna avstånd från varandra och bär upp ett platt entablement med en fris med metoper och triglyfer, inte valvbågar, vilket tidigare hade varit det vanliga. Avsikten var att kapellet skulle stå i mitten av en cirkelformad peristyl (denna uppfördes aldrig), då det inte var tänkt att stå isolerat utan som kärnpunkt i en välordnad miljö, där fasta beståndsdelar och tomrum, massa och volym skulle hållas i perfekt jämvikt.
Tempietto är snarare ett monument än en plats för gemensam andakt, ty det rymmer bara ett fåtal personer. Men kapellet gav konkret uttryck åt tanken på en fristående, centralt planerad kyrka vilken kröns av en semisfärisk kupol, en tanke som hade sysselsatt italienska arkitekters sinnen i mer än ett halvsekel som symbol för det koncentriska kosmos, återspeglande himmelsk harmoni i dess proportioner och rena formers geometri.
Kupolens krön förändrades 1605 och Bernini skapade den nuvarande nedgången till kryptan 1628, som då även fick en rik stuckdekor. (ingen källa?)

## Ikonografiskt program
Frisens metoper innehåller reliefer som föreställer liturgiska föremål med kalk och paten i centrum. De upprepas tre gånger. På den fjärde sidan, som vetter mot Vatikanen, ersätts kalk och paten av parasollet, som syftar på påvevärdigheten och är en direkt referens till Petrus. Under byggnaden finns en krypta med en öppning till klippan under, där korset skall ha stått. Klippan i sig kan därutöver ses som en anspelning på Petrus, enligt Kristi egna ord: ”Du är Petrus, Klippan, och på den klippan skall jag bygga min kyrka” (Matteusevangeliet 16:18).

## Bilder

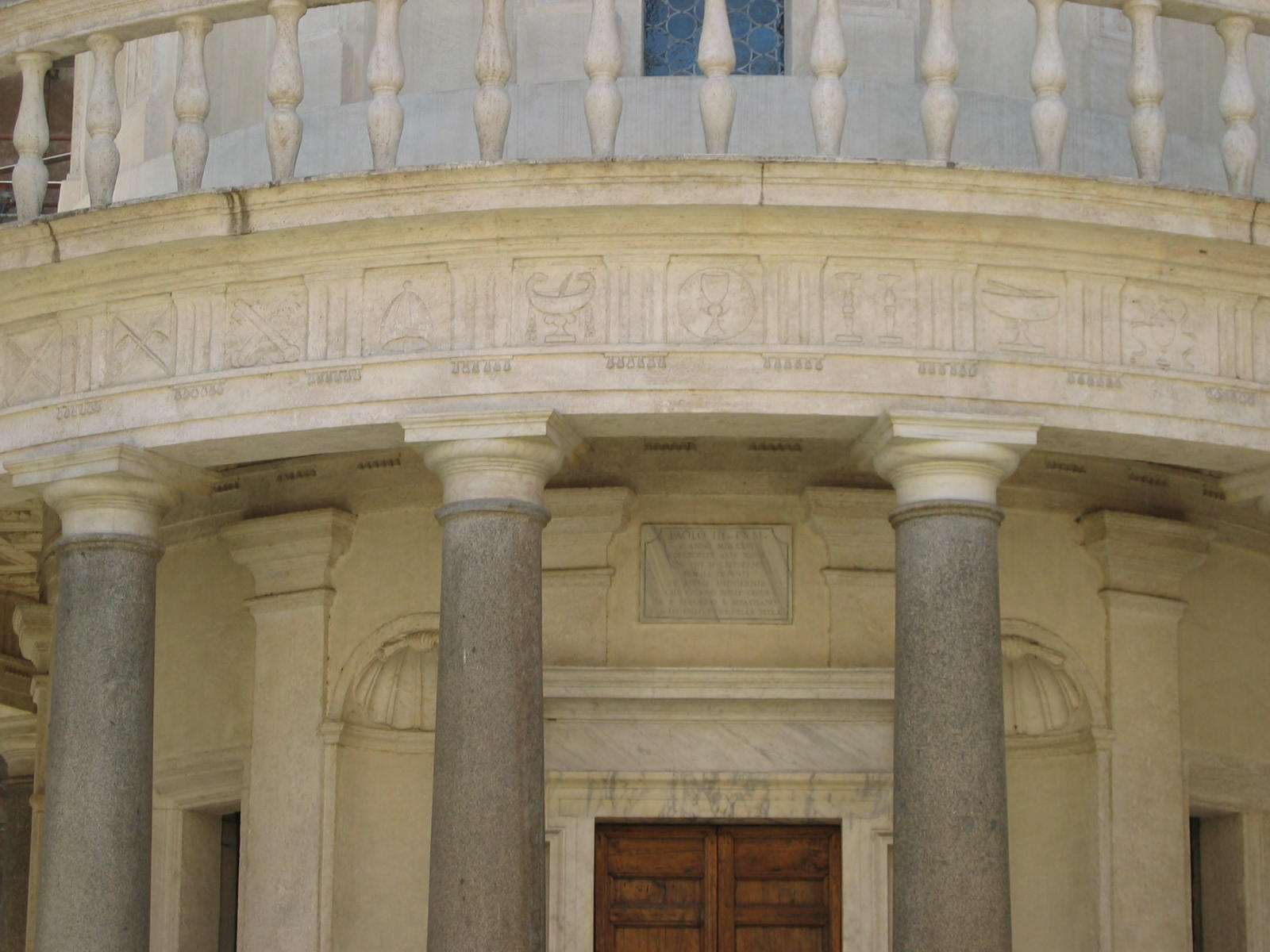
Detaljbild av Tempietto med balustrad, entablement och kolonner.
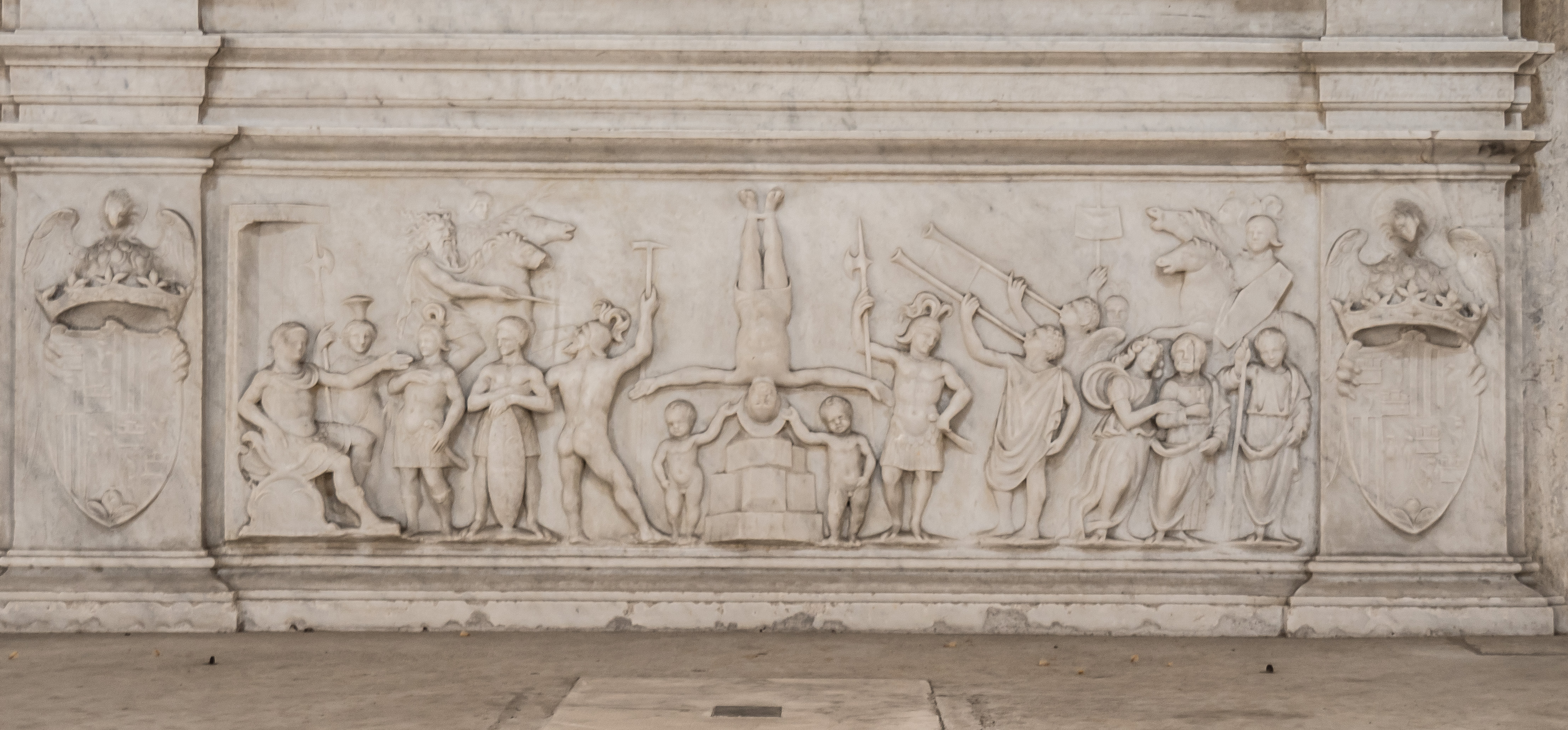
Altarets lågrelief med Petri korsfästelse.
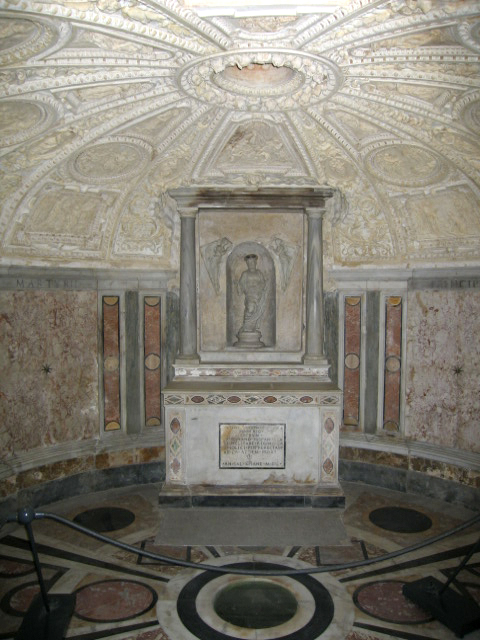
Kryptans interiör.